# Pantin
Pantin este un oraș în Franța, în departamentul Seine-Saint-Denis, în regiunea Île-de-France, la nord-est de Paris.